# Chenopodium zerovii
Chenopodium zerovii là loài thực vật có hoa thuộc họ Dền. Loài này được Iljin mô tả khoa học đầu tiên năm 1952.